# Slobodan Lang
Slobodan Lang (Zagreb, 8. listopada 1945. – Zagreb, 23. veljače 2016.) bio je hrvatski političar, liječnik iz Zagreba i humanitarni djelatnik. Bio je obnašatelj brojnih visokih političkih dužnosti.

## Životopis
Slobodan Lang rođen je u Zagrebu 1945. godine. Rodom je iz ugledne hrvatske židovske obitelji iz Vinkovaca. Djed mu je bio predsjednikom Židovske općine. Dolaskom na vlast režima koji je bio marionetom osovinske Njemačke, život im se našao u ugrozi. Pokušao ih je spasiti poznati dominikanac Hijacint Bošković; taj je Boškovićev čin polučio da je Lang "od djetinjstva odgajan u osjećaju zahvalnosti prema fra Hijacintu, dominikancima i svim fratrima".
U Zagrebu je Slobodan Lang pohađao osnovnu školu i gimnaziju. Gimnaziju je završio 1964. godine. Medicinu je završio u Zagrebu 1972. godine. Specijalizirao je socijalnu medicinu. Doktorirao je 1982. godine na Medicinskom fakultetu s tezom Kvaliteta života žena oboljelih od raka dojke.
U doba hrvatskog proljeća predložilo ga se za prvog studenta prorektora u 300-godišnjoj povijesti sveučilišta u Hrvatskoj. Prvotni kandidat bio je Ivan Pađen, nakon čega se predložilo Langa, no Lang je otklonio tu mogućnost. Otac Slobodana Langa, Rikard Lang, istakao se u hrvatskom proljeću 1971. što se nije pridružio onovremenoj vrlo probitačnoj hajci na ljude, pa je tako spriječio progone kolega na zagrebačkom Ekonomskom institutu.
Velike je znanstveničke karijere. Predavao je na Školi narodnog zdravlja Andrija Štampar, mostarskom Medicinskom fakultetu, u SAD-u. Bio je članom uglednih inozemnih liječničkih udruženja. Bio je u uredništvu hrvatskog časopisa Croatian Medical Journal. Pokrenuo je Prvi hrvatski kongres preventivne medicine. Osnovao je Hrvatski časopis za javno zdravstvo, kojeg je i uređivao. Prepoznao je opasnost onda relativno nove bolesti kopnice (AIDS-a), tako da je zarana radi sveobuhvatna sprječavanja širenja te opake bolesti pokrenuo sveobuhvatnu akciju poučavanja građana o toj bolesti. Njegovim radom je grad Zagreb došao na čelno mjeto svjetskog pokreta Zdravih gradova. Inicirao je osnivanje mostarskog medicinskog fakulteta.
Obnašao je brojne visoke političke dužnosti. Bio je član Izvršnog vijeća grada Zagreba, tajnik Sekretarijata za zdravstvo, glavni nositelj skrbi za zdravlje svih sudionika Univerzijade u Zagrebu, posebni savjetnik Predsjednika RH Franje Tuđmana za humanitarna pitanja, zastupnik u Županijskom domu Sabora RH, veleposlanik u Ministarstvu vanjskih poslova RH i tako dalje. 
Bio je sudionikom posljednjeg, 14. kongresa SKJ. Na poticaj Slobodana Langa, Ivica Račan "prilazi govornici i izjavljuje 'da mi (izaslanstvo SKH) ne možemo prihvatiti Jugoslavensku partiju bez Slovenaca' te nakon toga i hrvatsko izaslanstvo napušta Kongres, što je označilo kraj vladavine SKJ".
Humanitarni je rad nezaobilazni dio njegova životopisa. Ističe se kad je pomogao kosovskim rudarima kad su 1989. godine štrajkali glađu (Stari Trg). Radio je u predraću na tome da bi se spriječili sukobi u Hrvatskoj i drugim republikama u Jugoslaviji. Suorganizator je konvoja Libertasa kojim se listopada 1991. godine pomoglo odsječenom Dubrovniku, organizirao je zaštitu za prognanike i izbjeglice u Hrvatskoj, organizirao i predvodio (s Hermanom Vukušićem) je humanitarni Bijeli put pomoći za bolnicu u Novoj Bili, čiju je organizaciju baš on inicirao te brojne druge. 
Bio je članom SKH, HSS, HDZ-a i poslije Demokratskog centra gdje je, od 2010. godine, bio predsjednikom glavnog odbora.
Pisao je za Glas Hrvata, internetski časopis iz hrvatskog iseljeništva, Hrvatski list i druge medije.

## Djela
Napisao je mnoštvo stručnih i znanstvenih članaka. Objavio je, priredio i uredio nekoliko knjiga.
- Stanje kroničnih bolesti u Zagrebu, Zagreb, 1982.
- Dnevnik Libertas: dubrovački zapisi, Pegaz, Zagreb, 1997.
- Javno zdravstvo i ljudska prava, Medicinski fakultet Sveučilišta u Mostaru, Mostar, 1997. (suautor Stjepan Orešković)
- Spasimo život: zbrinjavanje napuštenih osoba na oslobođenim područjima Hrvatske: (zima 95./proljece 96.), Hrvatski Crveni križ, Zagreb, 1997. (suautori Bosiljko Domazet i Branko Čulo)
- Povijesno-medicinski vodič kroz medicinu starog Dubrovnika, Medicinski fakultet, Škola narodnog zdravlja "Andrija Štampar", Zagreb, 2001. (suautorica Ana Borovečki)
- Pružena ruka: hrvatski "Pravednici": djela dobra u ratu, priredili Slobodan Lang i Vesna Ivanović, Amatio, Zagreb, 2006.
- Pokret zdravih gradova: djelotvorno znanje za zdravlje, Hrvatska mreža zdravih gradova, Zagreb, 2010. (suautori Duško Popović i Selma Šogorić)
- Pravo na dom, priredili i uredili Branko Pek i Slobodan Lang, Studio HS internet, Osijek, 2011.
- Bijeli put: pobjeda dobra u ratu, priredili Slobodan Lang i Branko Čulo, Styria, Zagreb, 2014. (elektroničko izdanje)
- Saving life: care of civilians after the operation "Storm" = Spasimo život: zbrinjavanje civila nakon operacije "Oluja", Hrvatski memorijalno-dokumentacijski centar Domovinskog rata - Hrvatski Crveni križ, Zagreb, 2016. (suautori Branko Čulo, Bosiljko Domazet)[6]

## Nagrade i priznanja
- Spomenica Domovinskog rata 1990. – 1992.
- Spomenica domovinske zahvalnosti
- Red hrvatskog trolista
- Red Danice hrvatske s likom Katarine Zrinske
- Red Nikole Šubića Zrinskog (za hrabrost)
- Red kneza Branimira s ogrlicom
- Medalja ECTF-a (European Community Task Force)[7]
- Zastava Kongresa Sjedinjenih Američkih Država[7]
- 2012.: Povelja mira i prijateljstva, za dugogodišnju iskrenu opredijeljenost borbi za ljudska prava i humanost, poglavito u vrijeme i nakon hrvatskoga Domovinskog rata.[8]

## Vanjske poveznice
Mrežna mjesta
- Slobodan Lang, slobodan-lang.com, (u međumrežnoj pismohrani archive.org 25. veljače 2016.)
- Zdravi gradovi  Arhivirana inačica izvorne stranice od 15. ožujka 2012. (Wayback Machine) Slobodan Lang
- Veritas, glasnik sv. Antuna Padovanskoga - br. 11/2001. Pomoći ranjenom Kristu (razgovarala Maša Horvat), (u međumrežnoj pismohrani archive.org 20. rujna 2015.)
- Pravo na dom, priredili i uredili Branko Pek i Slobodan Lang, Studio HS internet, Osijek, 2011., slobodan-lang.com, (u međumrežnoj pismohrani archive.org 8. siječnja 2014.)